# Xico
Ne doit pas être confondu avec Xico (Veracruz).
Xico est une ville de l'État de Mexico. Cette ville ne doit pas être confondue avec la commune de Xico, dans l'État de Veracruz. Selon le recensement de 2005, la population de la ville s'élève à 331 321 habitants. La ville appartient à la municipalité de Valle de Chalco de Solidaridad, et se trouve sur le site de l'ancien lac de Chalco. La carte ci-dessous représente les anciens lacs des environs de Mexico, dont le lac de Chalco, où l'on peut voir la ville de Xico au centre d'une petite île, au milieu du lac.

## Géographie

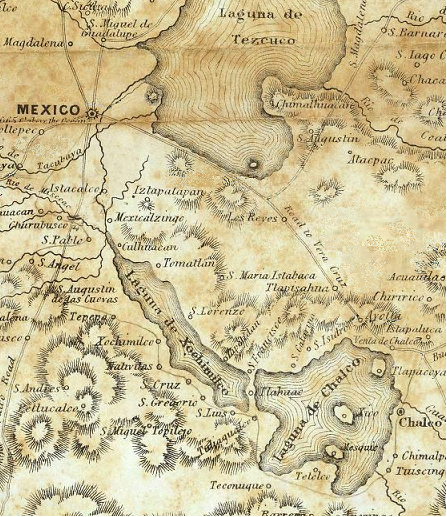
Les lacs de Xochimilco et Chalco représentés sur une carte de 1847.

La ville actuelle s'est développée sur le fond de l'ancien lac de Chalco, après son assèchement par drainage. La région comprenait plusieurs lacs peu profonds, et fait partie du champ volcanique de Chichinautzin, faisant partie de la Cordillère Néovolcanique. Au sein de la ville se trouve un ancien volcan, nommé le Cerro de Xico.

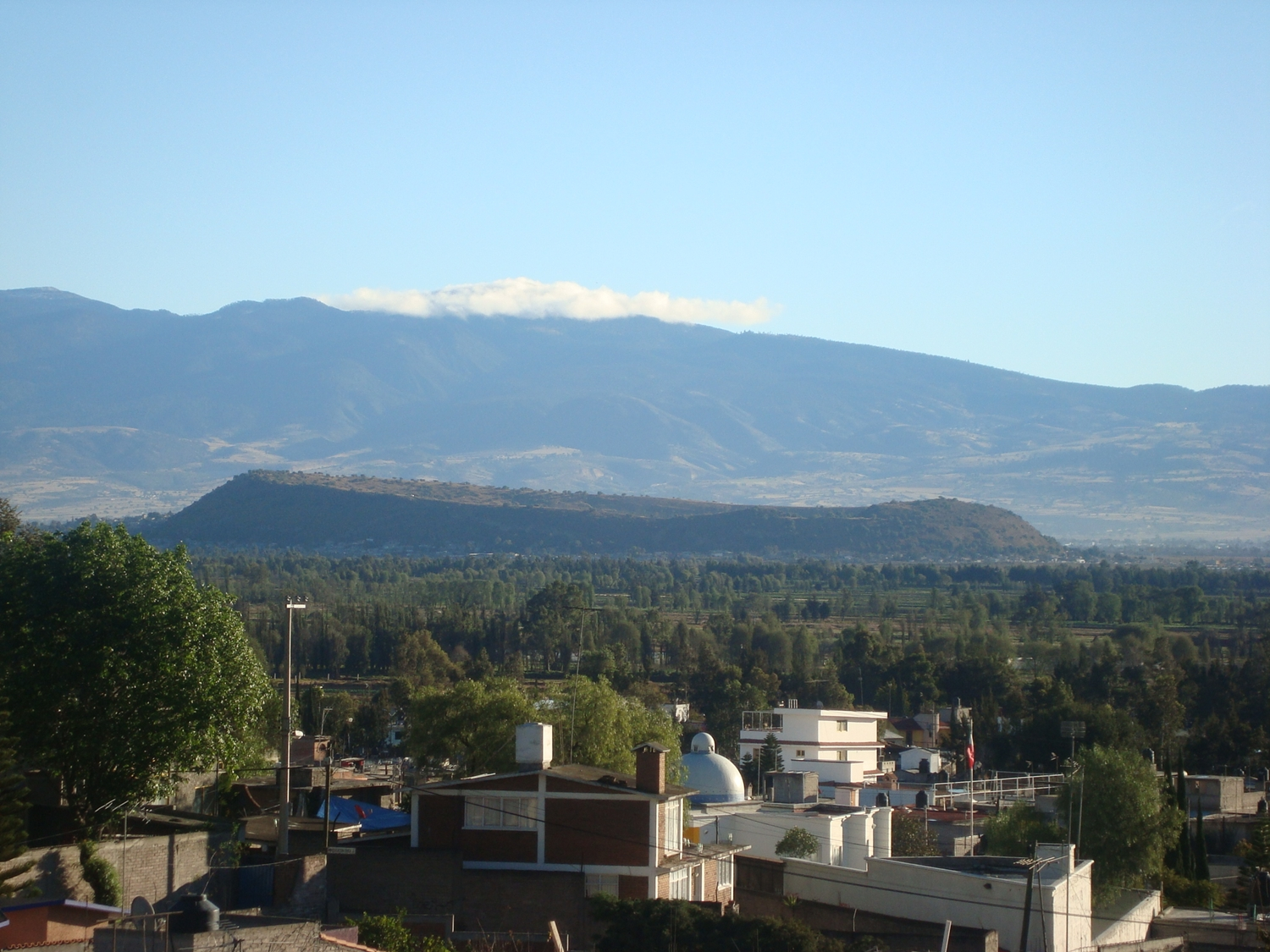
Cerro de Xico

## Histoire
Avant 1894, le site de la ville actuelle de Xico est une petite île du lac peu profond de Chalco, ou la famille Noriega possède une hacienda. Afin de pouvoir développer leurs activités agricoles et bonifier leurs terres, ces propriétaires terriens, après autorisation gouvernementale, vont faire creuser plusieurs canaux pour assécher le lac. Un premier canal conduit les eaux du lac vers celui de Texcoco, tandis qu'un second canal conduit les eaux des sources vers le lac de Xochimilco[lire en ligne].